# Box-Weltcup
Der Box-Weltcup ist ein globaler Wettbewerb im Boxen der von der AIBA organisiert und seit 1979 unregelmäßig ausgetragen wird. Das Turnier besteht je nach Anzahl der Teilnehmer aus einem Sechzehntelfinale, einem Achtelfinale, einem Viertelfinale, einem Halbfinale und einem Finale. Die beiden Halbfinalverlierer erhalten jeweils eine Bronzemedaille; eine Ausnahme gab es im Jahre 1990, als sich die beiden Halbfinalverlierer um den dritten Platz duellierten. Eine weitere Ausnahme im Jahre 1990 war, dass die Wettkämpfe in drei Ländern ausgetragen wurden: Kuba, Irland und Indien.
Von 1979 bis 1998 traten die Boxer ausschließlich in  Einzelwettbewerben gegeneinander an. In den Jahren 2002 und 2005 sowie 2006 wurden die Meisterschaften als Teamwettbewerbe ausgetragen. 2002 trafen im Finale Kuba und der Gastgeber Kasachstan aufeinander: Kuba gewann knapp mit 7:5. 2005 war Kuba erneut im Finale, diesmal hieß der Gegner Russland: Russland siegte im eigenen Land mit 7:4. 2006 stand Kuba zum dritten Mal hintereinander im Finale und nahm in der aserbaidschanischen Hauptstadt Baku Revanche und schlug Russland mit 12:10. 2004 fanden zum ersten und bisher einzigen Mal Frauenwettkämpfe (in  Einzelwettbewerben) statt.
Wegen der Wahl des neuen AIBA-Präsidenten Wu Ching-Kuo im Jahre 2006, wurden die Teamwettbewerbe 2007 abgesagt.
Die bislang letzten Wettkämpfe wurden im Jahr 2008 in Einzelwettbewerben in Moskau ausgetragen. Wann die nächsten Wettkämpfe stattfinden ist bisweilen unbekannt.
Der kubanische Schwergewichts-Star Félix Savón, ist mit vier Goldmedaillen der bisher erfolgreichste Teilnehmer und Kuba mit 56 Gold-, 20 Silber- und 2 Bronzemedaillen mit Abstand die erfolgreichste Teilnehmernation.

## Herrenwettkämpfe
| Nr.               | Jahr              | Ort                       | Land                   | Artikel           |
| Einzelwettbewerbe | Einzelwettbewerbe | Einzelwettbewerbe         | Einzelwettbewerbe      | Einzelwettbewerbe |
| ----------------- | ----------------- | ------------------------- | ---------------------- | ----------------- |
| 1                 | 1979              | New York                  | Vereinigte Staaten     | Details           |
| 2                 | 1981              | Montreal                  | Kanada                 | Details           |
| 3                 | 1983              | Rom                       | Italien                | Details           |
| 4                 | 1985              | Seoul                     | Südkorea               | Details           |
| 5                 | 1987              | Belgrad                   | Jugoslawien            | Details           |
| 6                 | 1990              | Havanna / Dublin / Bombay | Kuba / Irland / Indien | Details           |
| 7                 | 1994              | Bangkok                   | Thailand               | Details           |
| 8                 | 1998              | Peking                    | Volksrepublik China    | Details           |
| Teamwettbewerbe   |                   |                           |                        |                   |
| 9                 | 2002              | Astana                    | Kasachstan             | Details           |
| 10                | 2005              | Moskau                    | Russland               | Details           |
| 11                | 2006              | Baku                      | Aserbaidschan          | Details           |
| Einzelwettbewerbe |                   |                           |                        |                   |
| 12                | 2008              | Moskau                    | Russland               | Details           |

## Frauenwettkämpfe
| Nr.               | Jahr              | Ort               | Land              | Artikel           |
| Einzelwettbewerbe | Einzelwettbewerbe | Einzelwettbewerbe | Einzelwettbewerbe | Einzelwettbewerbe |
| ----------------- | ----------------- | ----------------- | ----------------- | ----------------- |
| 1                 | 2004              | Tønsberg          | Norwegen          | Details           |

## Erfolgreichste Teilnehmernationen
| Platz | Land        | Gold | Silber | Bronze | Gesamt |
| ----- | ----------- | ---- | ------ | ------ | ------ |
| 1     | Kuba        | 56   | 20     | 2      | 78     |
| 2     | Russland    | 15   | 10     | 17     | 42     |
| 3     | Sowjetunion | 13   | 14     | 13     | 40     |

## Erfolgreichste Teilnehmer
| Platz | Name                 | Land | Gold | Silber | Bronze | Gesamt |
| ----- | -------------------- | ---- | ---- | ------ | ------ | ------ |
| 1     | Félix Savón          | Kuba | 4    | 0      | 0      | 4      |
| 2     | Yan Barthelemí       | Kuba | 3    | 0      | 0      | 3      |
| 2     | Guillermo Rigondeaux | Kuba | 3    | 0      | 0      | 3      |